# 9. август
9. август (9.08.) је 221. дан у години по грегоријанском календару (222. у преступној години). До краја године има још 144 дана.

## Догађаји
- 480. п. н. е. — Персијанци су, под вођством краља Ксеркса, победили у тродневној бици код Термопила војску спартанског краља Леониде. Та победа омогућила је Ксерксу да освоји Атину.
- 48. п. н. е. — Гај Јулије Цезар је однео одлучујућу победу над Помпејем у бици код Фарсала у грађанском рату.
- 378 — Готи су тешко поразили Римљане у бици код Хадријанопоља, у којој је погинуо источноримски цар Валенс.
- 1842 — САД и Велика Британија потписале су споразум којим је одређена граница између САД и Канаде од Мејна до Великих језера.
- 1942 — Током кампање "Напустите Индију" Свеиндијског конгреса, британске власти су у Бомбају ухапсиле индијског националног вођу Махатму Гандија и још 50 његових следбеника. Ганди је у затвору 21 дан штрајковао глађу, а пуштен је из затвора 1944. под притиском јавности.
- 1945 — Американци су бацили атомску бомбу на Нагасаки. Погинуло је 73.000 људи, а хиљаде су умрле током наредних година од последица радијације. Јапан је капитулирао 15. августа, чиме је рат окончан.
- 1945 — На трећем заседању у Београду АВНОЈ проглашено је за привремену Народну скупштину Демократске Федеративне Југославије.
- 1954 — Као одговор на претње Совјетског Савеза и источног блока Југославији, Грчка, Турска и Југославија закључиле су на Бледу Балкански савез о политичкој сарадњи и узајамној помоћи у наредних 20 година. Отопљавањем совјетско-југословенских односа после 1956. године, тај савез је губио на значају, иако формално никада није отказан.
- 1965 — Малезија је избацила Сингапур из свог састава због жестоког идеолошког сукоба њихових владајућих странака.
- 1969 — Следбеници Чарлса Менсона су убили глумицу Шерон Тејт, жену филмског редитеља Романа Поланског, и још четири особе у њеној кући на Беверли Хилсу.
- 1974 — Потпредседник САД Џералд Форд постао је председник, након што је Ричард Никсон, због умешаности у аферу Вотергејт, поднео оставку.
- 1992 — У Барселони су завршене 25. олимпијске игре, на којима је учествовало 15.000 спортиста из 172 земље. Спортисти СР Југославије, због санкција УН, нису могли да учествују у екипним спортовима, али су медаље изборили стрелци. Јасна Шекарић сребрну, а Аранка Биндер и Стеван Плетикосић бронзану.
- 1998 — У сукобу са индијском полицијом у Кашмиру погинуо је Али Мохамад Дар, самопрокламовани заменик врховног команданта забрањене сепаратистичке исламске оружане групе Хизб-ул-Муџахедин, која тежи да Кашмир припоји Пакистану.
- 1998 — Кошаркашка репрезентација СР Југославије постала је светски шампион у кошарци.
- 2000 — У катастрофалним поплавама у Индији, Непалу, Бутану и Бангладешу живот је изгубило 300 људи, а милиони су остали без домова.
- 2004 — Тери Николс осуђен је у Америци на 161 годину затвора, односно на доживотну робију без права на помиловање и скраћење казне, због постављања бомбе у згради државних органа у Оклахома Ситију 1995. године, када је погинуло 168 особа.

## Рођења
- 1789 — Амедео Авогадро, италијански физичар и хемичар. (прем. 1856)
- 1891 — Паулина Лебл-Албала, српска књижевница, преводилац, књижевни критичар, књижевни теоретичар, професор књижевности. (прем. 1967)[1]
- 1896 — Жан Пијаже, швајцарски психолог. (прем. 1980)
- 1910 — Драгољуб Алексић, српски акробата, сценариста, редитељ, продуцент и глумац. (прем. 1985)
- 1911 — Вилијам Алфред Фаулер, амерички физичар, добитник Нобелове награде за физику (1983). (прем. 1995)
- 1918 — Анка Матић Грозда, учесница Народноослободилачке борбе и народни херој Југославије. (прем. 1944)
- 1918 — Роберт Олдрич, амерички редитељ, продуцент и сценариста. (прем. 1983)
- 1922 — Предраг Тасовац, српски глумац. (прем. 2010)
- 1925 — Дејвид Хафман, амерички информатичар. (прем. 1999)
- 1928 — Боб Кузи, амерички кошаркаш и кошаркашки тренер.
- 1931 — Марио Загало, бразилски фудбалер и фудбалски тренер. (прем. 2024)
- 1935 — Зоран Ранкић, српски глумац, драматург, редитељ, афористичар, сатиричар и песник. (прем. 2019)
- 1938 — Род Лејвер, аустралијски тенисер.
- 1938 — Ото Рехагел, немачки фудбалер и фудбалски тренер.
- 1939 — Романо Проди, италијански политичар.
- 1944 — Сем Елиот, амерички глумац.
- 1944 — Миливоје Унковић, српски сликар, професор и редовни члан Академије науке и умјетности Републике Српске.[2]
- 1947 — Рој Хоџсон, енглески фудбалер и фудбалски тренер.
- 1949 — Славко Ћурувија, српски новинар и издавач. (прем. 1999)
- 1957 — Мелани Грифит, америчка глумица и продуценткиња.
- 1963 — Витни Хјустон, америчка музичарка и глумица. (прем. 2012)[3]
- 1968 — Џилијан Андерсон, америчка глумица.
- 1968 — Ерик Бана, аустралијски глумац и комичар.
- 1973 — Филипо Инзаги, италијански фудбалер.
- 1974 — Дерек Фишер, амерички кошаркаш и кошаркашки тренер.
- 1976 — Рона Митра, енглеска глумица, музичарка и модел.
- 1976 — Одре Тоту, француска глумица.
- 1978 — Дарко Божовић, црногорски фудбалски голман.
- 1983 — Сања Кужет, српска ТВ водитељка.
- 1985 — Ана Кендрик, америчка глумица, певачица и списатељица.
- 1985 — Клеверсон Габријел Кордова, бразилски фудбалер.
- 1985 — Филипе Луис, бразилски фудбалер.
- 1986 — Роберт Кишерловски, хрватски бициклиста.
- 1990 — Бил Скарсгорд, шведски глумац.
- 1991 — Фуркан Алдемир, турски кошаркаш.
- 1992 — Ђорђе Дреновац, српски кошаркаш.

## Смрти
- 1896 — Ото Лилијентал, немачки инжењер и проналазач. (рођ. 1848)
- 1919 — Руђеро Леонкавало, италијански композитор и писац либрета. (рођ. 1858)
- 1921 — Јован Атанацковић, генерал српске војске. (рођ. 1848)
- 1962 — Херман Хесе, немачки писац, добитник Нобелове награде за књижевност 1946. (рођ. 1877)
- 1969 — Сесил Френк Пауел, енглески физичар. (рођ. 1903)
- 1975 — Дмитриј Шостакович, руски композитор. (рођ. 1906)
- 1995 — Џери Гарсија, амерички музичар, најпознатији као гитариста и певач групе Grateful (рођ. 1942). [4]
- 2002 — Тран До, најпознатнији вијетнамски дисидент. (рођ. 1923)

## Празници и дани сећања
- Међународни празници
  - Међународни дан сиромашних
- Српска православна црква данас прославља:
  - Свети Пантелејмон
  - Свети Климент Охридски